# سیخ شدن مو
سیخ شدن مو یا مو به تن سیخ شدن (به انگلیسی: Goose bumps) به برجسته شدن محل رویش مو در سطح پوست فرد اشاره دارد و معمولاً هنگامی که یک فرد تجارب قوی و احساسات شدید مانند ترس و شادی و سرخوشی یا انگیختگی جنسی را تجربه می‌کند، رخ می‌دهد. اصطلاح پزشکی این موضوع cutis anserina یا horripilation است.
ایجاد این نوع برجستگی بر روی پوست در انسان تحت استرس است که به عنوان یک پاسخ تحریکی در نظر گرفته می‌شود و احتمالاً ریشه در ویژگی‌های تکاملی نوع بشر دارد. یک امکان محتمل برای آن این است که با افزایش مقدار هوای به دام افتاده در سطح بیرونی پوست مملو از موی نیاکان بشر عاملی برای بزرگتر و تهاجمی تر به نظر رسیدن آنها برای ترساندن شکارچیان بوده‌است.